# Théorème de correspondance
En mathématiques, et plus particulièrement en théorie des groupes, le théorème de correspondance (énoncé de façon plus ou moins complète selon les auteurs) dit que si G est un groupe et H un sous-groupe normal de G, alors
- K↦K/H définit une bijection f de l'ensemble des sous-groupes de G contenant H sur l'ensemble des sous-groupes de G/H;
- cette bijection applique les sous-groupes normaux de G contenant H sur les sous-groupes normaux de G/H ;
- si les ensembles de départ et d'arrivée de f sont ordonnés par inclusion, f est un isomorphisme d'ensembles ordonnés (autrement dit, si K et L sont deux sous-groupes de G contenant H, la relation K≤L a lieu si et seulement si K/H ≤ L/H).

Certains auteurs ajoutent que si A et B sont deux sous-groupes de G contenant H tels que A≤B, alors
- l'indice de A dans B est égal à l'indice de f(A) dans f(B) ;
- A est normal dans B si et seulement si f(A) est normal dans f(B) ; dans ce cas, B/A est isomorphe à f(B)/f(A) (ce qui est le troisième théorème d'isomorphisme).